# هنری مک‌کارتی
هنری مک‌کارتی (انگلیسی: Henry McCarty؛ ۳۰ ژانویه ۱۸۸۲ – ۱۹ ژوئیه ۱۹۵۴) نویسنده و کارگردان فیلم اهل ایالات متحده آمریکا بود.
از فیلم‌هایی که وی در آن‌ها نقش داشته‌است، می‌توان به جاذبه‌های شهر بزرگ، سانی و شب بانوان در حمام اشاره نمود.